# Volvopluteus
Volvopluteus Vizzini, Contu & Justo – rodzaj grzybów z rodziny łuskowcowatych (Pluteaceae). W Polsce występuje jeden gatunek. 

## Systematyka i nazewnictwo
Pozycja w klasyfikacji według Index Fungorum: Pluteaceae, Agaricales, Agaricomycetidae, Agaricomycetes, Agaricomycotina, Basidiomycota, Fungi.
Jest to niedawno utworzony rodzaj i nie posiada polskiej nazwy. Należący do tego rodzaju gatunek Volvopluteus gloiocephalus w polskim piśmiennictwie mykologicznym zaliczany był do rodzaju Volvariella (pochwiak).

## Gatunki
- Volvopluteus asiaticus Justo & Minnis 2011
- Volvopluteus earlei (Murrill) Vizzini, Contu & Justo 2011
- Volvopluteus gloiocephalus (DC.) Vizzini, Contu & Justo 2011 – tzw. pochwiak okazały, p. pochwiasty
- Volvopluteus michiganensis (A.H. Sm.) Justo & Minnis 2011

Wykaz gatunków i nazwy naukowe na podstawie Index Fungorum. Nazwy polskie według Władysława Wojewody.